# Аминептин
Аминепти́н —  атипичный антидепрессант из группы трициклических антидепрессантов (ТЦА). Он действует как селективный и смешанный ингибитор обратного захвата дофамина и высвобождающий агент и, в меньшей степени, как ингибитор обратного захвата норадреналина.  
Аминептин был разработан Французским обществом медицинских исследований в 1960-х годах. Выпускается во Франции в 1978 году фармацевтической компанией Servier. Вскоре стали часто регистрироваться случаи неправильного применения препарата из-за кратковременного, но приятного стимулирующего эффекта, испытываемого некоторыми пациентами.
Аминептин не одобрен в США Управлением по санитарному надзору за качеством пищевых продуктов и медикаментов (FDA) для маркетинга в Соединённых Штатах, что означает, что продавать аминептин для медицинских целей в США запрещено.
После выхода аминептина на европейский рынок возникли случаи гепатотоксичности, в том числе серьёзные. Применяется ограниченно, в связи с возможностью злоупотребления и развития пристрастия, поскольку препарат обладает эйфоригенным и стимулирующим эффектом, а также в связи с гепатотоксичностью. Всё это привело к приостановке действия французского регистрационного удостоверения Survector в 1999 году.

## Побочные эффекты
Побочные эффекты включают ажитацию, бессонницу, раздражительность, аллергический гепатит, ортостатическую гипотензию, тахикардию, холинолитические побочные действия (маловыраженные), нарушение эякуляции, снижение либидо, увеличение массы тела (редко), абдоминальные нарушения, ухудшение симптоматики у психически больных, развитие зависимости. Аминептин может провоцировать развитие фурункулёза.

### Дерматологические
О тяжёлых формах акне, вызванных аминептином, впервые сообщили в 1988 году различные авторы: Группер, Тиоли-Бенсусан, Вексио, Фиет, Пуассан, Гурмель, Тейлак, Левинь и многие другие. Год спустя доктор Мартин-Ортега и его коллеги из Барселоны сообщили о случае угревой сыпи у 54-летней женщины, чьё потребление аминептина было описано как «чрезмерное». Через год после этого Vexiau и его коллеги сообщили о шести женщинах с тяжёлым акне, одна из которых никогда не признавалась в использовании аминептина; выраженность патологии  варьировалась в зависимости от дозировки. Большинство из них безуспешно лечились изотретионином (аккутаном) в течение примерно 18 месяцев; у двоих из трёх, которые прекратили прием аминептина, наблюдалось уменьшение кожных симптомов, а у женщины с наименее тяжёлой сыпью наступила ремиссия.

### Психиатрические
При применении аминептина может очень редко наступать психомоторное возбуждение. Препарат также может вызывать бессонницу, раздражительность, нервозность, суицидальные мысли (суицидальная идеация наблюдается в начале лечения после снятия психомоторной заторможенности).

#### Злоупотребление и зависимость
Риск зависимости невелик, но тем не менее существует. В период с 1978 по 1988 год во французских региональных центрах фармаконадзора было зарегистрировано 186 случаев аминептиновой зависимости; анализ 155 из этих случаев показал, что большинство злоупотребляющих были женщинами и что две трети случаев характеризовались наличием фактором риска зависимости. Однако исследование, проведенное в 1981 году среди пациентов с историей наркомании и больных шизофренией, не выявило ни у одного из испытуемых наркотической зависимости. В исследовании восьми случаев зависимости от аминептина постепенная отмена препарата была достигнута без проблем у шести человек; у двух других появились тревога, психомоторное возбуждение и/или булимия.

#### Синдром отмены
Фармакозависимость более распространена при приёме аминептина, чем при приёме других антидепрессантов. При отмене аминептина могут возникать различные психические симптомы, такие как тревога и возбуждение.

### Сердечно-сосудистые
Очень редко:
- Артериальная гипотензия
- Пальпитация
- Вазомоторный эпизод

### Печеночные
Аминептин редко может вызывать цитолитический и холестатический вариант гепатита. Считается, что вызванный аминептином гепатит, которому иногда предшествует сыпь, связан с иммуноаллергической реакцией. Состояние полностью обратимое. Риск развития осложнения в некоторых случаях может быть генетически предопределенным.
Кроме того, известно, что аминептин редко повышает уровень трансаминаз, щелочной фосфатазы и билирубина.
Смешанный гепатит, который встречается очень редко, обычно возникает между 15-м и 30-м днем лечения. Часто состоянию предшествуют интенсивные боли в животе, тошнота, рвота или сыпь, иктеричность кожных покровов носит проходящий характер. Механизм развития обсуждается (иммуноаллергический и/или токсический).
В 1994 г. в Испании после трех недель лечения был зарегистрирован случай, связанный с острым панкреатитом и смешанным гепатитом.
Lazaros и его коллеги из больницы общего профиля Западной Аттики в Афинах, Греция, сообщили о двух случаях лекарственного гепатита через 18 и 15 дней после начала лечения. Один случай цитолитического гепатита произошел после приема только одной таблетки.

### Желудочно-кишечные
Острый панкреатит (очень редко). Зарегистрирован случай, сочетающий острый панкреатит и смешанный гепатит после трех недель лечения.

### Иммунологические
В 1989 году Sgro и его коллеги из Центра фармаконадзора в Дижоне сообщили о случае анафилактического шока у женщины, принимавшей аминептин.

## Фармакология

### Фармакодинамика
Аминептин ингибирует обратный захват дофамина и, в гораздо меньшей степени, норадреналина. Кроме того, было обнаружено, что он вызывает высвобождение дофамина. Однако аминептин гораздо менее эффективен в качестве агента, высвобождающего дофамин, по сравнению с D-амфетамином, и препарат, по-видимому, действует преимущественно как ингибитор обратного захвата дофамина. Аминептин не вызывает высвобождения норадреналина и, следовательно, действует исключительно как ингибитор его обратного захвата. В отличие от других ТЦА, аминептин очень слабо взаимодействует или вообще не взаимодействует с серотониновыми, адренергическими, дофаминовыми, гистаминовыми и мускариновыми ацетилхолиновыми рецепторами. Основные метаболиты аминептина обладают такой же активностью, что и исходное соединение, хотя и с меньшей активностью.
По-видимому, отсутствуют данные о связывании или ингибировании транспортеров моноаминов аминептином.

### Фармакокинетика
Было обнаружено, что пиковые уровни аминептина в плазме после однократного перорального приема 100 мг находятся в диапазоне от 277 до 2 215 нг/мл (818–6 544 нМ) со средним значением 772 нг/мл (2 281 нМ), тогда как максимальные концентрации аминептина в плазме  варьировались от 144 до 1068 нг/мл (465–3 452 нМ), в среднем 471 нг/мл (1 522 нМ). После однократного перорального приема 200 мг аминептина средние пиковые уровни аминептина в плазме составляли от 750 до 940 нг/мл (2216–2777 нМ), тогда как уровни его основного метаболита составляли от 750 до 970 нг/мл (2216–3135 нМ).). Время достижения пиковых концентраций составляет около 1 часа для аминептина и 1,5 часа для его основного метаболита. Период полувыведения аминептина составляет от 0,8 до 1,0 часа, а его основного метаболита - от 1,5 до 2,5 часов. Из-за очень короткого периода полувыведения аминептин и его основной метаболит не накапливаются в значительной степени при повторном введении.

## Взаимодействия
Аминептин не сочетается с ИМАО, леводопой. Повышает концентрацию антидепрессантов СИОЗС. Не рекомендуется сочетать с антидепрессантами группы СИОЗС флуоксетином, пароксетином.

## Противопоказания
Препарат противопоказан при печёночной, почечной недостаточности, хорее Гентингтона, возрасте менее 15 лет, гиперчувствительности к аминептину, в частности при случаях предшествующих гепатитов после приема препарата.

## Общество и культура

### Торговые марки
Аминептин продавался под различными торговыми марками, включая Survector, Maneon, Directim, Neolior, Provector и Viaspera.

### Правовой статус
Было предложено, чтобы аминептин стал контролируемым веществом Списка I в Соединенных Штатах в июле 2021 года. За этим объявлением последовало включение аминептина в Список I.